# Cleveland Browns 2021
La stagione 2021 dei Cleveland Browns è stata la 73ª della franchigia, la 69ª nella National Football League e la seconda con Kevin Stefanski come capo-allenatore. La squadra peggiorò il record di 11-5 della stagione precedente scendendo a 8-9 e non facendo ritorno ai playoff. Per celebrare il 75º anniversario della fondazione nel 1946, i Browns introdussero un logo commemorativo in gennaio da usare nel corso della stagione.

## Scelte nel Draft 2021
| Scelte dei Browns nel Draft 2021 |        |                         |       |               |                         |
| Giro                             | Scelta | Giocatore               | Ruolo | College       | Note                    |
| 1                                | 26     | Greg Newsome II         | CB    | Northwestern  |                         |
| 2                                | 52     | Jeremiah Owusu-Koramoah | LB    | Notre Dame    | da Chicago via Carolina |
| 3                                | 91     | Anthony Schwartz        | WR    | Auburn        | da New Orleans          |
| 4                                | 110    | James Hudson            | OT    | Cincinnati    | da Philadelphia         |
| 4                                | 132    | Tommy Togiai            | DT    | Ohio State    |                         |
| 5                                | 153    | Tony Fields II          | LB    | West Virginia | da Detroit              |
| 5                                | 169    | Richard LeCounte        | S     | Georgia       | dai Los Angeles Rams    |
| 6                                | 211    | Demetric Felton         | RB/WR | UCLA          |                         |

## Staff
| Staff dei Cleveland Browns nel 2021 |
| --- |
| Organi dirigenziali - Proprietari– Jimmy Haslam, Dee Haslam, Whitney Haslam-Johnson, JW Johnson - Chief strategy officer – Paul DePodesta - General manager/vice presidente esecutivo – Andrew Berry - Vice presidente dell'amministrazione del football – Chris Cooper - Vice presidente delle operazioni del football – Kwesi Adofo-Mensah - Vice presidente del personale dei giocatori – Glenn Cook - Vice presidente di ricerca e strategia – Andrew Healy - Vice presidente del personale dei giocatori e sviluppo – Ken Kovash - Direttore del personale dei giocatori – Dan Saganey - Assistente del direttore del personale professionistico – Adam Al-Khayyal - Direttore di ricerca e strategia – Dave Giuliani - Direttore degli osservatori – Mike Cetta - Consulente senior – Ryan Grigson - Consulente speciale – Jim Brown Capo allenatore - Capo-allenatore – Kevin Stefanski Altri allenatori - Director of high performance – Shaun Huls - Preparatore atletico – Larry Jackson - Assistente p.a./scienza sportiva – Josh Christovich - Assistente p.a. – Monty Gibson - Assistente p.a. – Dale Jones - Assistente p.a. – Evan Marcus Allenatori dell'attacco - Coordinatore offensivo – Alex Van Pelt - Coordinatore gioco sulle corse/running back – Stump Mitchell - Coordinatore gioco sui passaggi/wide receiver – Chad O'Shea - Tight end – Drew Petzing - Offensive line – Bill Callahan - Assistente offensive line – Scott Peters - Assistente attacco – T.C. McCartney - Controllo qualità – Seitu Smith - Assistente senior – Kevin Rogers Allenatori della difesa - Coordinatore difensivo – Joe Woods - Defensive line – Chris Kiffin - Assistente defensive line – Jeremy Garrett - Linebackers– Jason Tarver - Coordinatore gioco sui passaggi/defensive back – Jeff Howard - Assistente defensive back – Brandon Lynch - Assistente senior – Ben Bloom - Controllo qualità – Stephen Bravo-Brown Allenatori dello special team - Coordinatore Special team – Mike Priefer - Assistente s.t. – Doug Colman |

## Roster
| Roster dei Cleveland Browns nel 2021 |
| --- |
| Quarterback - 5 Case Keenum - 6 Baker Mayfield Running Back - 24 Nick Chubb - 25 Demetric Felton - 27 Kareem Hunt - 31 Andy Janovich FB - 30 D'Ernest Johnson Wide Receiver - 82 Rashard Higgins - 80 Jarvis Landry - 11 Donovan Peoples-Jones - 10 Anthony Schwartz Tight End - 88 Harrison Bryant - 81 Austin Hooper - 85 David Njoku Offensive Linemen - 75 Joel Bitonio G - 78 Jack Conklin T - 68 Michael Dunn G - 62 Blake Hance G - 53 Nick Harris C - 74 Chris Hubbard T - 66 James Hudson T - 77 Wyatt Teller G - 64 J.C. Tretter C - 71 Jedrick Wills T Defensive Linemen - 99 Andrew Billings DT - 90 Jadeveon Clowney DE - 96 Jordan Elliott DT - 95 Myles Garrett DE - 91 Joe Jackson DE - 97 Malik Jackson DT - 58 Malik McDowell DT - 55 Takkarist McKinley DE - 93 Tommy Togiai DT Linebacker - 42 Tony Fields II OLB - 28 Jeremiah Owusu-Koramoah OLB - 56 Malcolm Smith OLB - 44 Sione Takitaki OLB - 4 Anthony Walker Jr. MLB - 51 Mack Wilson OLB Defensive Back - 22 Grant Delpit SS - 38 A.J. Green CB - 33 Ronnie Harrison SS - 23 Troy Hill CB - 43 John Johnson FS - 39 Richard LeCounte FS - 20 Greg Newsome II CB - 36 M.J. Stewart CB - 21 Denzel Ward CB - 26 Greedy Williams CB Special Team - 7 Jamie Gillan P - 47 Charley Hughlett LS - 3 Chase McLaughlin K Lista delle riserve - 89 Stephen Carlson TE (IR) - 86 Connor Davis TE (IR) - 18 Davion Davis WR (Sospeso) - 79 Drew Forbes G (IR) - 37 Tre Harbison RB (IR) - 41 Montrel Meander MLB (IR) - 50 Jacob Phillips MLB (IR) - 70 Greg Senat T (IR) - 15 Ryan Switzer WR (IR) Squadra di allenamento - 84 Ja'Marcus Bradley WR - 92 Sheldon Day DT - 87 Jordan Franks TE - 94 Porter Gustin DE - 49 John Kelly RB - 52 Elijah Lee OLB - 35 Jovante Moffatt SS - 9 Nick Mullens QB - 19 JoJo Natson WR - 40 Johnny Stanton FB - 59 Curtis Weaver DE 53 attivi, 9 inattivi, 11 nella squadra di allenamento |
| Legenda - I rookie sono in corsivo. - Il primo ruolo è il principale mentre gli eventuali successivi indicano i ruoli secondari. - (IR) sta per Injured Reserve ed indica la lista ristretta per un solo giocatore infortunato che può tornare ad allenarsi dopo la settimana 6 e a rientrare in prima squadra dopo che questa ha giocato 8 partite. - (NF-Inj.) / (NF-Ill.) stanno rispettivamente per Non-Football Injured e Non-Football Illness ed indicano le liste dove viene inserito un giocatore che ha un infortunio o una malattia non dipendente dal football americano. - (PUP) sta per Physically Unable to Perform ed indica la lista dove viene inserito un giocatore mentre è in attesa di recuperare la condizione fisica. Nella stagione regolare dopo la sesta partita giocata dalla propria squadra, il giocatore ha tempo tre settimane per riprendere ad allenarsi, più tre settimane aggiuntive dal suo rientro agli allenamenti per rientrare in prima squadra. |

## Calendario
| Stagione regolare |                    |                         |                    |                    |                     |                    |
| Turno             | Data               | Avversario              | Risultato          | Record             | Stadio              | Sintesi            |
| 1                 | 12 settembre       | at Kansas City Chiefs   | S 29–33            | 0–1                | Arrowhead Stadium   | Recap              |
| 2                 | 19 settembre       | Houston Texans          | V 31–21            | 1–1                | FirstEnergy Stadium | Recap              |
| 3                 | 26 settembre       | Chicago Bears           | V 26–6             | 2–1                | FirstEnergy Stadium | Recap              |
| 4                 | 3 ottobre          | at Minnesota Vikings    | V 14–7             | 3–1                | U.S. Bank Stadium   | Recap              |
| 5                 | 10 ottobre         | at Los Angeles Chargers | S 42–47            | 3–2                | SoFi Stadium        | Recap              |
| 6                 | 17 ottobre         | Arizona Cardinals       | S 14–37            | 3–3                | FirstEnergy Stadium | Recap              |
| 7                 | 21 ottobre         | Denver Broncos          | V 17–14            | 4–3                | FirstEnergy Stadium | Recap              |
| 8                 | 31 ottobre         | Pittsburgh Steelers     | S 10–15            | 4–4                | FirstEnergy Stadium | Recap              |
| 9                 | 7 novembre         | at Cincinnati Bengals   | V 41–16            | 5–4                | Paul Brown Stadium  | Recap              |
| 10                | 14 novembre        | at New England Patriots | S 7–45             | 5–5                | Gillette Stadium    | Recap              |
| 11                | 21 novembre        | Detroit Lions           | V 13–10            | 6–5                | FirstEnergy Stadium | Recap              |
| 12                | 28 novembre        | at Baltimore Ravens     | S 10–16            | 6–6                | M&T Bank Stadium    | Recap              |
| 13                | Settimana di pausa | Settimana di pausa      | Settimana di pausa | Settimana di pausa | Settimana di pausa  | Settimana di pausa |
| 14                | 12 dicembre        | Baltimore Ravens        | V 24–22            | 7–6                | FirstEnergy Stadium | Recap              |
| 15                | 20 dicembre        | Las Vegas Raiders       | S 14–16            | 7–7                | FirstEnergy Stadium | Recap              |
| 16                | 25 dicembre        | at Green Bay Packers    | S 22–24            | 7–8                | Lambeau Field       | Recap              |
| 17                | 3 gennaio          | at Pittsburgh Steelers  | S 14–26            | 7–9                | Heinz Field         | Recap              |
| 18                | 9 gennaio          | Cincinnati Bengals      | V 21–16            | 8–9                | FirstEnergy Stadium | Recap              |

Note: gli avversari della propria division sono in grassetto.

## Premi

### Premi settimanali e mensili
- Myles Garrett

difensore della AFC della settimana 3
- D'Ernest Johnson

running back della settimana 7
- Nick Chubb

running back della settimana 9